# Aeroportul Bolivar, Venezuela
Aeroportul Bolivar, Venezuela (IATA: KAV, ICAO: SVKA) este un aeroport din Bolívar, Venezuela.
Situat la o altitudine de 1.102 m, aeroportul dispune de o singură pistă.